# Ciak d'oro
Ciak d'oro és un premi per al cinema italià establert el 1986 i que atorga anualment la revista de cinema Ciak, publicada pel grup editorial Visibilia.
Els Ciak d'oro són assignats, quant a les categories tècniques, per un jurat de crítics de cinema i periodistes, mentre que l'elecció popular que es fa a través de la votació web assigna els premis a la "millor pel·lícula", el "millor director", el millor. actor principal", "millor actriu protagonista", "millor pel·lícula estrangera", aquesta última fins al 2014, últim any de lliurament del premi, "millor primera obra" fins a l'edició 2021 substituïda per "millor debut com a director", la "millor cançó original" el "millor cartell" i, a partir del 2022, la "revelació de l'any".

## Premis
Els premis que s'atorguen actualment són els següents:
- Millor pel·lícula
- Millor director
- Millor actor principal
- Millor actriu protagonista
- Millor actor secundari
- Millor actriu secundària
- Millor productor
- Millor primera pel·lícula
- Millor guió
- Millor fotografia
- Millor so en directe
- Millor escenografia
- Millor edició
- Millors vestits
- Millor banda sonora
- Millor cartell
- Ciak d'oro Mini/Skoda Bello & Invisibile
- Ciak d'oro a la carrera